# Petersfield
Petersfield é uma localidade situada no condado de Hampshire, na Inglaterra (Reino Unido), com uma população estimada em meados de 2016 de 15.077 habitantes.
Encontra-se localizada ao sudoeste da região Sudeste da Inglaterra, para perto da cidade de Winchester —a capital do condado—, da costa do canal da Mancha, da fronteira com a região Sudoeste da Inglaterra e ao sudoeste de Londres.